# Liste der Ramsar-Gebiete in Andorra
Die Ramsar-Gebiete in Andorra umfassen insgesamt drei Feuchtgebiete mit einer Gesamtfläche von 6.870 ha, die unter der Ramsar-Konvention registriert sind (Stand April 2022). Das nach dem Ort des Vertragsschlusses, der iranischen Stadt Ramsar, benannte Abkommen ist eines der ältesten internationalen Vertragswerke zum Umweltschutz. In Andorra trat die Ramsar-Konvention am 23. November 2012 in Kraft.
Zu den Ramsar-Gebieten Andorras zählen verschiedenste Typen von Feuchtgebieten wie Moorwälder, Flüsse, Bäche, Süßwasser- und Gletscherseen, Grundwassersysteme, Hochgebirgstäler, Almen, Feuchtwiesen, Torfböden und Süßwasserquellen.
Im Folgenden sind alle Ramsar-Gebiete Andorras alphabetisch aufgelistet.
| Nr. | Name des Gebiets                                     | Bild | Ramsar-Gebietsnr. | Ausweisungs- datum | Fläche (ha) | Höhe (m)  | Management- plan | Region                                                               | Lage                    |
| --- | ---------------------------------------------------- | ---- | ----------------- | ------------------ | ----------- | --------- | ---------------- | -------------------------------------------------------------------- | ----------------------- |
| 1   | Parc naturel de la vallée de Sorteny                 |      | 2071              | 23. Juli 2012      | 1080        | 1680–2915 | Ja               | Ordino                                                               | 42,61917° N, 1,57972° O |
| 2   | Parque Natural Comunal de los Valles del Comapedrosa |      | 2204              | 15. Apr. 2014      | 1543        | 2200–2945 | Ja               | La Massana                                                           | 42,5875° N, 1,46444° O  |
| 3   | Vall de Madriu-Perafita-Claror                       |      | 2183              | 28. Aug. 2013      | 4247        | 902–2874  | Ja               | Encamp, Andorra la Vella, Sant Julià de Lòria und Escaldes-Engordany | 42,48361° N, 1,60611° O |